# Onderste en Bovenste Molen
Onderste en Bovenste Molen is een buurt in het gebied Jammerdaal in de stad Venlo, in de Nederlandse provincie Limburg. Het gebied ligt aan de zuidrand van de stad en kenmerkt zich door recreatie en villa's uit de jaren 1930. Het gebied wordt ingesloten door de spoorlijn Breda - Maastricht richting Roermond in het westen en de spoorlijn Viersen - Venlo naar Duitsland in het oosten.

## Geschiedenis
In de archieven van de stad Venlo wordt al vroeg melding gemaakt van beekjes die in het gebied stroomden. Een van die beekjes kwam uit het Jammerdaal en stroomde in de richting van Tegelen. Door gebruik te maken van twee watermolens, stroomde het beekje richting de stad. De molens werden in het midden van de 15e eeuw gebouwd. De hogergelegen molen werd de Bovenste Molen genoemd en haalde water uit de Bovenste Molenplas, de andere watermolen heet de Onderste Molen en haalde water uit de Onderste Molenplas, beide gevoed door de Venlose Molenbeek.
De beek stroomde door een dal (Molenbeekdal) en is gelegen tussen de steilrand tussen Venlo en Tegelen. Het vormde de grens tussen het Gelderse gebied de Groote Heide en het Gulikse gebied De Uilingsheide. De weg in het dal maakte deel uit van de postroute die leidde naar de Postweg.
De beek stroomde vanaf de Onderste en Bovenste Molen als de sloterbeek naar de zuidoost kant van de stad het Kloosterkwartier in. Vanaf daar stroomde de beek als de Grote Beek door de Grote Beekstraat en werd onder andere door de Italiëmolen naar de Maas geleid. De beek werd vooral gebruikt als open riool. Burgemeester Van Rijn maakte daar in het begin van de 20e eeuw een eind aan en dempte de beek.
In 1866 is in het Molenbeekdal de spoorlijn naar Kaldenkerken aangelegd (Staatslijn G).

## De Bovenste Molen
De monumentale molen uit de 15e eeuw werd door brand in 1902 verwoest. Twee jaar later werd de molen herbouwd. In 1935 kreeg de molen een hotel- en restaurantfunctie. Vanaf 1975 is het hotel onderdeel van de hotelketen Bilderberg (sinds 2005 onderdeel van Goldman Sachs). Het hotel ligt aan de Bovenste Molenplas.

## De Onderste Molen
Watermolen De Onderste Molen is een van de vier Venlose molens die nog intact zijn (de andere molens zijn de Panhuismolen, de Hoogmolen en de Watermeule). Momenteel zijn in het gebied woningen gevestigd, voorheen was er een camping met tot 1993 ook een strandbad aan de Onderste Molenplas.